# Chris Stapleton

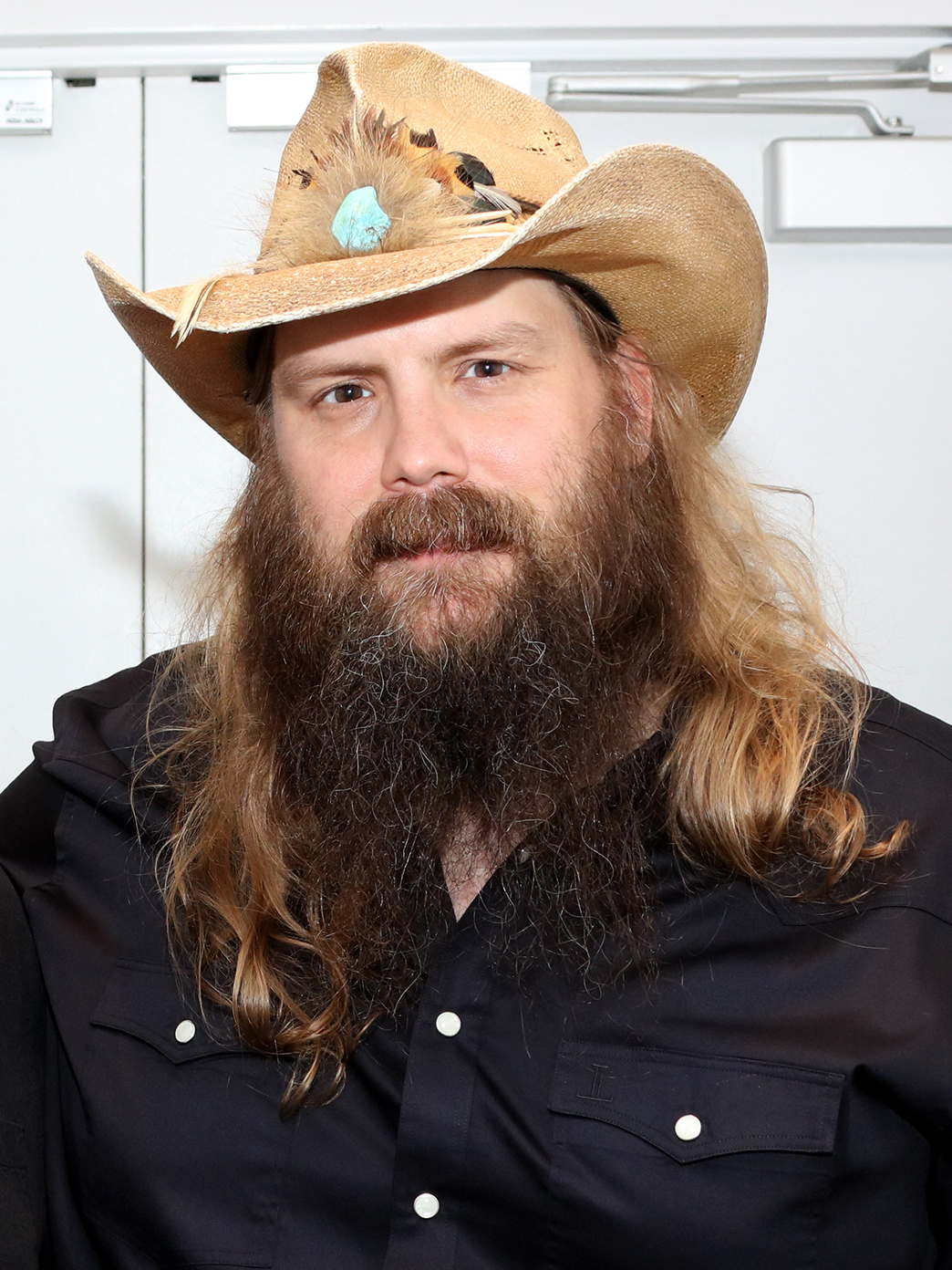
Chris Stapleton (2019)

Christopher Alvin „Chris“ Stapleton (* 15. April 1978 in Lexington, Kentucky) ist ein US-amerikanischer Country-Sänger, Gitarrist und Songwriter. Er ist zehnfacher Grammy-Preisträger, erhielt elf Auszeichnungen der Academy of Country Music, 15 CMA- sowie fünf Billboard Music Awards. Er hat 84 Millionen Tonträger verkauft; seine erfolgreichste Veröffentlichung ist die Single Tennessee Whiskey aus dem Jahr 2015 mit rund 18 Millionen umgesetzten Exemplaren.

## Karriere
Stapleton wuchs in Kentucky auf dem Land in der Ortschaft Staffordsville auf. Mit 23 Jahren ging er nach Nashville, um eine Karriere als Countrymusiker zu starten. Zunächst war er als Songwriter unter Vertrag. Über die Jahre entwickelte er sich zu einem sehr erfolgreichen Liedautor, er schrieb für viele bekannte Musiker wie George Strait, Kenny Chesney, Luke Bryan und Tim McGraw. Adele machte 2011 eine Aufnahme von seinem Song If It Hadn’t Been for Love als Bonustrack.
Seinen ersten eigenen Erfolg als Musiker hatte er 2008 mit der Bluegrass-Band The SteelDrivers. Ihr Debütalbum mit dem Bandnamen als Titel war in den Bluegrass- und Countrycharts erfolgreich, und für den Song Blue Side of the Mountain erhielten sie eine Grammy-Nominierung. Noch vor Veröffentlichung eines zweiten Albums verließ Stapleton die Band und gründete mit den Jompson Brothers eine Southern-Rock-Band. Nach drei Jahren löste sie sich auf, und er begann eine Solokarriere. Mit seiner Debütsingle What Are You Listening To? hatte er 2013 einen kleineren Radioerfolg bei den Countrysendern.
2015 erschien sein Solo-Debütalbum Traveller. Trotz Kritikerlobs blieb der große kommerzielle Erfolg zunächst aus. Platz 14 in den offiziellen Albumcharts war im Frühjahr die beste Platzierung. Erst als Stapleton bei den CMA Awards überraschend zum großen Gewinner wurde und nicht nur mit dem Preis für das beste Album, sondern auch als bester Newcomer und als bester Sänger ausgezeichnet wurde, stellte sich auch unmittelbar der Erfolg bei den Countryfans ein. Das Album stieg auf Platz eins sowohl der Country-Charts als auch der genreunabhängigen offiziellen Charts, und es wurde mit Vierfachplatin ausgezeichnet. 
Die Singleauskopplung Tennessee Whiskey wurde ebenfalls ein Millionenseller und ein Country-Nummer-eins-Hit. Noch sieben weitere Singles kamen in die Country-Charts. Bei den Grammy Awards 2016 wurde Stapleton viermal nominiert, darunter auch in der Hauptkategorie Album des Jahres. Für das Album und die Single Traveller gewann er schließlich zwei Country-Auszeichnungen.
Auch 2018 war er der erfolgreichste Countrymusiker bei den Grammys. Mit dem Album From A Room (Volume 1) – das A steht für Studio A bei RCA Nashville – und den Songs Either Way und Broken Halos gewann er drei der vier Auszeichnungen in der Country-Sparte. 2021 gewann Stapleton bei den Academy of Country Music Awards in der Kategorie „Album des Jahres“ für Starting Over. Das Album machte ihn auch bei den Grammy Awards 2022 erneut zum erfolgreichsten Countrymusiker und brachte ihm drei weitere Auszeichnungen. 
Beim Super Bowl LVII 2023, dem größten jährlichen Fernsehereignis in den USA, sang er die Nationalhymne. Im selben Jahr erschien mit Higher sein fünftes Studioalbum, das ebenso wie alle Vorgängeralben Platz eins der Country-Charts erreichte. 2024 erhielt er für den Song White Horse und 2025 für It Takes a Woman weitere Grammys in der Sparte „Best Country Solo Performance“.

## Diskografie

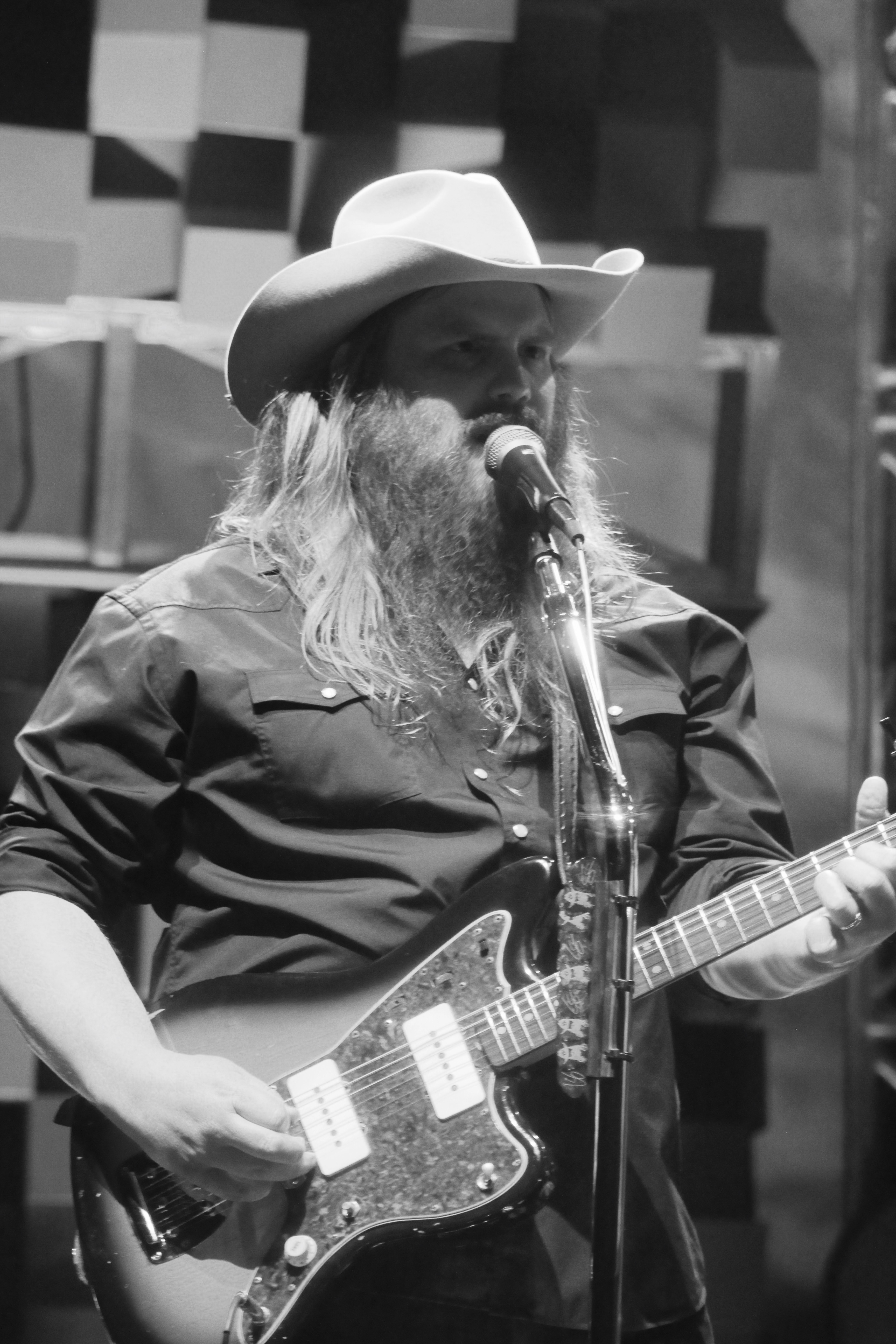
Chris Stapleton (2017)

Studioalben

| Jahr | Titel Musiklabel                              | Höchstplatzierung, Gesamtwochen, AuszeichnungChartplatzierungen (Jahr, Titel, Musiklabel, Platzierungen, Wochen, Auszeichnungen, Anmerkungen) | Höchstplatzierung, Gesamtwochen, AuszeichnungChartplatzierungen (Jahr, Titel, Musiklabel, Platzierungen, Wochen, Auszeichnungen, Anmerkungen) | Höchstplatzierung, Gesamtwochen, AuszeichnungChartplatzierungen (Jahr, Titel, Musiklabel, Platzierungen, Wochen, Auszeichnungen, Anmerkungen) | Höchstplatzierung, Gesamtwochen, AuszeichnungChartplatzierungen (Jahr, Titel, Musiklabel, Platzierungen, Wochen, Auszeichnungen, Anmerkungen) | Höchstplatzierung, Gesamtwochen, AuszeichnungChartplatzierungen (Jahr, Titel, Musiklabel, Platzierungen, Wochen, Auszeichnungen, Anmerkungen) | Höchstplatzierung, Gesamtwochen, AuszeichnungChartplatzierungen (Jahr, Titel, Musiklabel, Platzierungen, Wochen, Auszeichnungen, Anmerkungen) | Anmerkungen                                              |
| Jahr | Titel Musiklabel                              | DE | AT | CH | UK | US | Country | Anmerkungen                                              |
| ---- | --------------------------------------------- | --- | --- | --- | --- | --- | --- | -------------------------------------------------------- |
| 2015 | Traveller Mercury Records / UMG               | DE53 (3 Wo.)DE | — | CH— GoldCH | UK67 Gold · (1 Wo.)UK | US1 ×7Siebenfachplatin · (… Wo.)US | Country1 (… Wo.)Country | Erstveröffentlichung: 4. Mai 2015 Grammy (Country)       |
| 2017 | From A Room: Volume 1 Mercury Records / UMG   | — | — | CH29 (1 Wo.)CH | UK22 (1 Wo.)UK | US2 ×2Doppelplatin · (100 Wo.)US | Country1 (142 Wo.)Country | Erstveröffentlichung: 5. Mai 2017 Grammy (Country)       |
| 2017 | From A Room: Volume 2 Mercury Nashville / UMG | — | — | CH62 (1 Wo.)CH | UK89 (1 Wo.)UK | US2 Platin · (45 Wo.)US | Country1 (77 Wo.)Country | Erstveröffentlichung: 1. Dezember 2017                   |
| 2020 | Starting Over Mercury Nashville / UMG         | DE61 (1 Wo.)DE | — | CH16 (2 Wo.)CH | UK31 (1 Wo.)UK | US3 ×2Doppelplatin · (213 Wo.)US | Country1 (… Wo.)Country | Erstveröffentlichung: 13. November 2020 Grammy (Country) |
| 2023 | Higher Mercury Nashville / UMG                | DE25 (1 Wo.)DE | AT29 (1 Wo.)AT | CH15 (2 Wo.)CH | UK22 (1 Wo.)UK | US3 Gold · (… Wo.)US | Country1 (… Wo.)Country | Erstveröffentlichung: 10. November 2023                  |